# Mistrzostwa Nordyckie w Zapasach 1996
Mistrzostwa odbyły się w norweskim mieście Notodden, 4 maja 1996 roku.

## Tabela medalowa
Gospodarz zawodów został zaznaczony kolorem.
| Poz. | Państwo   |    |    |   | Łącznie |
| ---- | --------- | -- | -- | - | ------- |
| 1    | Szwecja   | 5  | 3  | 0 | 8       |
| 2    | Finlandia | 4  | 3  | 3 | 10      |
| 3    | Norwegia  | 1  | 2  | 2 | 5       |
| 4    | Dania     | 0  | 2  | 0 | 2       |
| 5    | Estonia   | 0  | 0  | 2 | 2       |
| 6    | Łotwa     | 0  | 0  | 1 | 1       |
|      | Łącznie   | 10 | 10 | 8 | 28      |

## Wyniki

### Styl klasyczny
| Konkurencja            | Złoto             | Srebro             | Brąz                 |
| Kategoria do 48 kg     | Fariborz Besarati | Tommy Jensen       | ----                 |
| Kategoria do 52 kg     | Tero Katajisto    | Robert Sollie      | Bard Fornebo         |
| Kategoria do 57 kg     | Jon Rønningen     | Joel Carlsson      | Martti Uusi-Ranta    |
| Kategoria do 62 kg     | Usama Aziz        | Ismo Kamesaki      | Aigars Jansons       |
| Kategoria do 68 kg     | Petteri Meskanen  | Tryggve Gustavsson | Ole Petter Tveiten   |
| Kategoria do 74 kg     | Torbjörn Kornbakk | Roy Bakke Andersen | Marko Yli-Hannuksela |
| Kategoria do 82 kg     | Mattias Eriksson  | Tomi Rajamaeki     | Michael Lyyski       |
| Kategoria do 90 kg     | Tuomo Karila      | Martin Lidberg     | Vello Pärnpuu        |
| Kategoria do 100 kg    | Jani Manni        | Hassan Torabi      | ----                 |
| Kategoria ponad 100 kg | Mikael Ljungberg  | Juha Ahokas        | Helger Hallik        |